# NGC 7441
NGC 7441 é uma galáxia espiral (Sc) localizada na direcção da constelação de Aquarius. Possui uma declinação de -07° 22' 47" e uma ascensão recta de 22 horas, 56 minutos e 41,4 segundos.
A galáxia NGC 7441 foi descoberta em 1886 por Ormond Stone.